# فواديسواف الأول
فواديسواف الأول الملقب بالقصير (بالبولندية : Władysław I Łokietek؛ من مواليد ما بين 3 مارس 1260 و19 يناير 1261)، ومات في كراكوفيا 2 مارس 1333) ملك بولندا. كان دوقاً حتى عام 1300 ثم أميراً لكراكوفيا من سنة 1305 إلى أن تم تتويجه على عرش بولندا في 20 يناير 1320.
فواديسواف الأول، يعرف بالإنجليزية باسم «طول الكوع» أو لاديسلوس القصير (حوالي 1260/1-2 مارس 1333)، كان ملك بولندا منذ عام 1320 حتى عام 1333، ودوق العديد من الأقاليم والإمارات في السنوات السابقة. كان عضوًا في سلالة بياست الملكية، وابن الدوق كاسيمير الأول من كويافيا، وهو حفيد ابن الدوق الأعلى كاسيمير الثاني العادل.
ورث فواديسواف الأول جزءًا صغيرًا من نطاق سيطرة والده، لكن سلطته نمت أكثر لأن بعض إخوته ماتوا صغارًا. حاول دون جدوى دمج دوقية كراكوف (الإقليم الأقدم-سينيوريت) في عام 1289، في أعقاب وفاة أخيه غير الشقيق ليزيك الثاني الأسود وانسحاب حليفه بوليسواف الثاني من مازوفي، من النزاع. استعاد فواديسوف بعد قضائه فترة في المنفى خلال حكم فاكلاف الثاني، عدة دوقيات ومن ثم استعاد كراكوف في عام 1306 عندما اغتيل فاكلاف الثالث ملك بوهيميا. تولى مؤقتًا السيطرة على جزء من بولندا الكبرى بعد وفاة حليفه بشيميسو الثاني، ثم خسرها، ثم استعادها ثانيةً بعد ذلك.
كان فواديسواف قائدًا عسكريًا ماهرًا، لكنه كان أيضًا رجل إدارة؛ غزا غدانسك بوميرانيا، وتركها لحكام العائلة. اتجه إلى الفرسان التوتونيين، للمساعدة في الدفاع عن هذه المنطقة، الذين طلبوا حينئذ مبلغًا باهظًا مقابل ذلك، أو الأرض نفسها كبديل. أدى ذلك إلى معركة طويلة مع الفرسان، لم تحلها محاكمة بابوية أو وفاة فواديسواف نفسه. ربما كان أعظم إنجازاته هو الحصول على الإذن البابوي ليتوج ملكًا لبولندا في عام 1320، والذي حصل لأول مرة في كاتدرائية فافل في كراكوف. توفي فواديسواف في عام 1333 وخلفه ابنه كاسيمير الثالث العظيم.

## حياته

### معلومات أساسية
في عام 1138، واجهت مملكة بولندا التي كانت تزداد قوتها تحت حكم سلالة بياست، عقبة أعاقت تطورها مدة نحو مئتي عام. تقسمت بولندا وفقًا لوصية الملك بوليسواف الثالث فريموث (بوليسواف الثالث كزيفوستي)، إلى خمس أقاليم هي سيلزيا ومازوفي مع كويافيا الشرقية وصاندومير وبولندا الكبرى والإقليم الأقدم. تألف الإقليم الأقدم في البداية من كراكوف وبولندا الصغرى الغربية، وبولندا الكبرى الشرقية بما فيها غنيزنو وكاليش، وكويافيا الغربية، وليتشكا وسيرادز (احتفظت بها الأرملة دوقة سالوميا من بيرغ، طيلة حياتها)، إلى جانب بوميليريا كإقطاعية. منح بوليسلاف مقاطعة لكل واحد من أبناءه الأربعة كي يمنعهم من الشجار، وأعطي الإقليم الأقدم للأخ الأكبر على خلفية أنه الابن البكر. كان هدف هذا القرار هو إحباط النزاعات بين السلالات ومنع تفكك المملكة. من ناحية ثانية، تبين أنها غير كافية، وبدأ بعدها ما حاول على مدى قرنين تجنب حدوثه وهو: القتال والاضطرابات المستمرة. نجح فواديسواف في إعادة توحيد معظم هذه الأراضي إلى مملكة بولندا.

### عائلته ولقب «طول الكوع-قصير القامة»
كان فواديسواف أوكييتيك الأول الابن الأكبر لكاسيمير الأول من كويافيا (كازيميرز كويافسكي) وزوجته الثالثة أوفروسين من أوبول. كان في المرتبة الثالثة في الأقدمية ليكون دوقًا لكويافيا، لكن كان لديه أخين غير شقيقين أكبر منه من زواج كازيمير الثاني من كونستانس من فروتسواف وهما: ليزيك الثاني الأسود (ليزيك تشارني) وزيموميسو. سمي تيمنًا باسم خاله، أخ والدته فواديسواف، دوق أوبول. لُقب وفقًا للمصادر التاريخية المعاصرة المبكرة بلقب الكوع (Łokietek)، وهي صيغة تصغير لكلمة(łokieć) التي تعني «كوع» أو «إل» (وهي وحدة قياس من العصور الوسطى شبيهة بالذراع، كما هو الحال في «طول الكوع») من ناحية ثانية، فإن المعنى الأصلي والمقصود من اللقب ليس مؤكدًا. ظهر أول تفسير له في تأريخ القرن الخامس عشر من تأليف يان دوغوز. وفقًا لذلك المصدر، فقد كان المقصود بالاسم هو قصر قامة الملك. من ناحية ثانية، نحن نعلم على الأقل أن طول الابن والخليفة المباشر لواكيتيك، كاسيمير العظيم، كان يبلغ 183 سم، مما يعني أن والده ربما لم يكن قزمًا. صاغ بعض المؤرخين فرضية مفادها أن لقب الكوع ليس له علاقة بالشكل الجسدي للأمير فواديسواف، لكنه يصف بازدراء الحجم الفعلي والأهمية السياسية لنطاق ملكيته بين الممالك الأخرى التي يحكمها أفراد عائلة بياست، على الأقل مقارنة مع طموحات أوكييتيك المبالغ فيها. إذا كانت هذه الفرضية صحيحة، فإن فواديسواف أوكييتيك يجب أن تترجم بدلًا من ذلك إلى الإنجليزية فواديسواف الصغير. قد يكون يان دوغوز قد أساء تفسير اللقب ببساطة، لأنه بعيد زمنيًا عن السياق السياس لعصر أوكييتيك.

## معرض صور

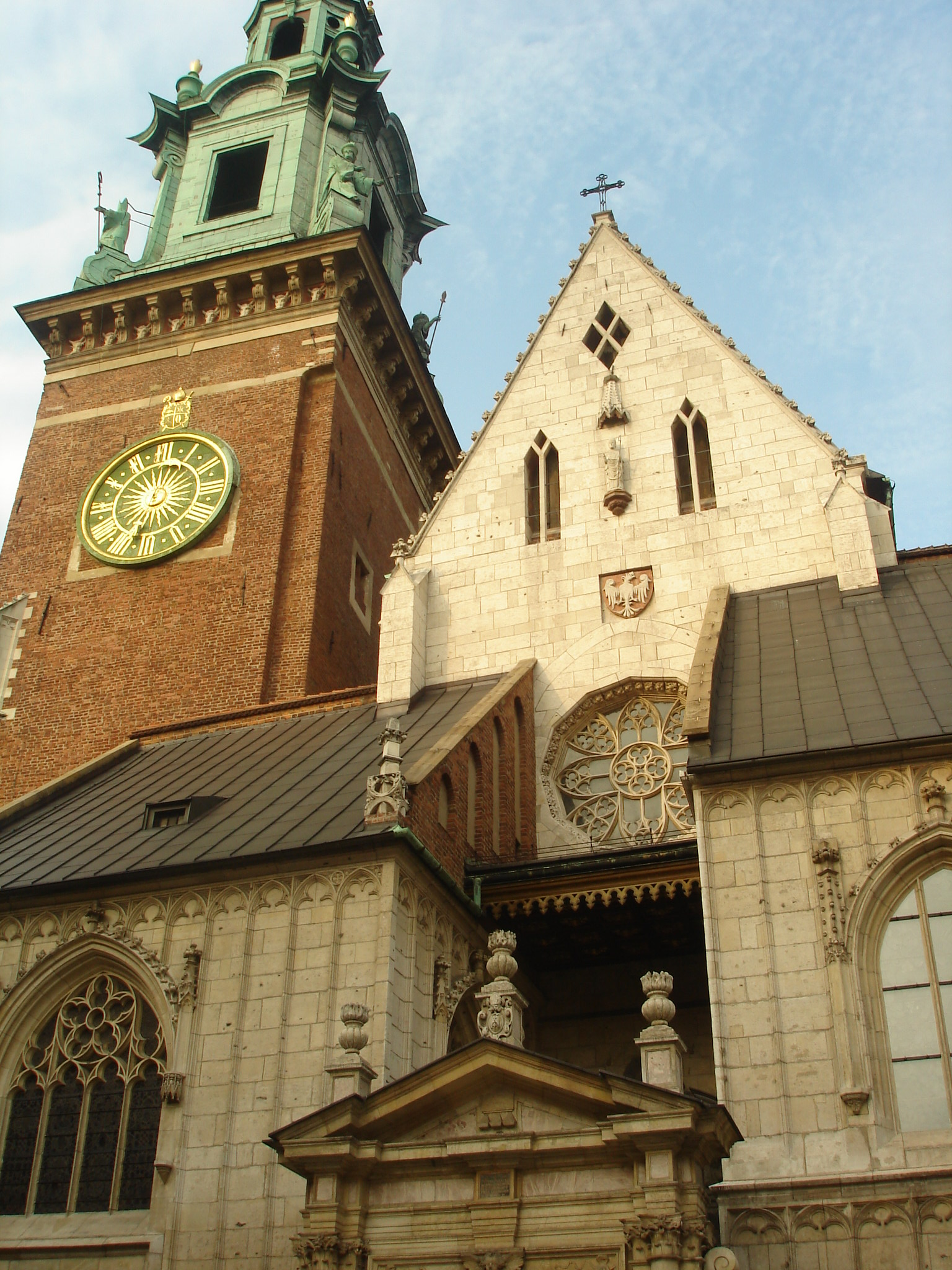
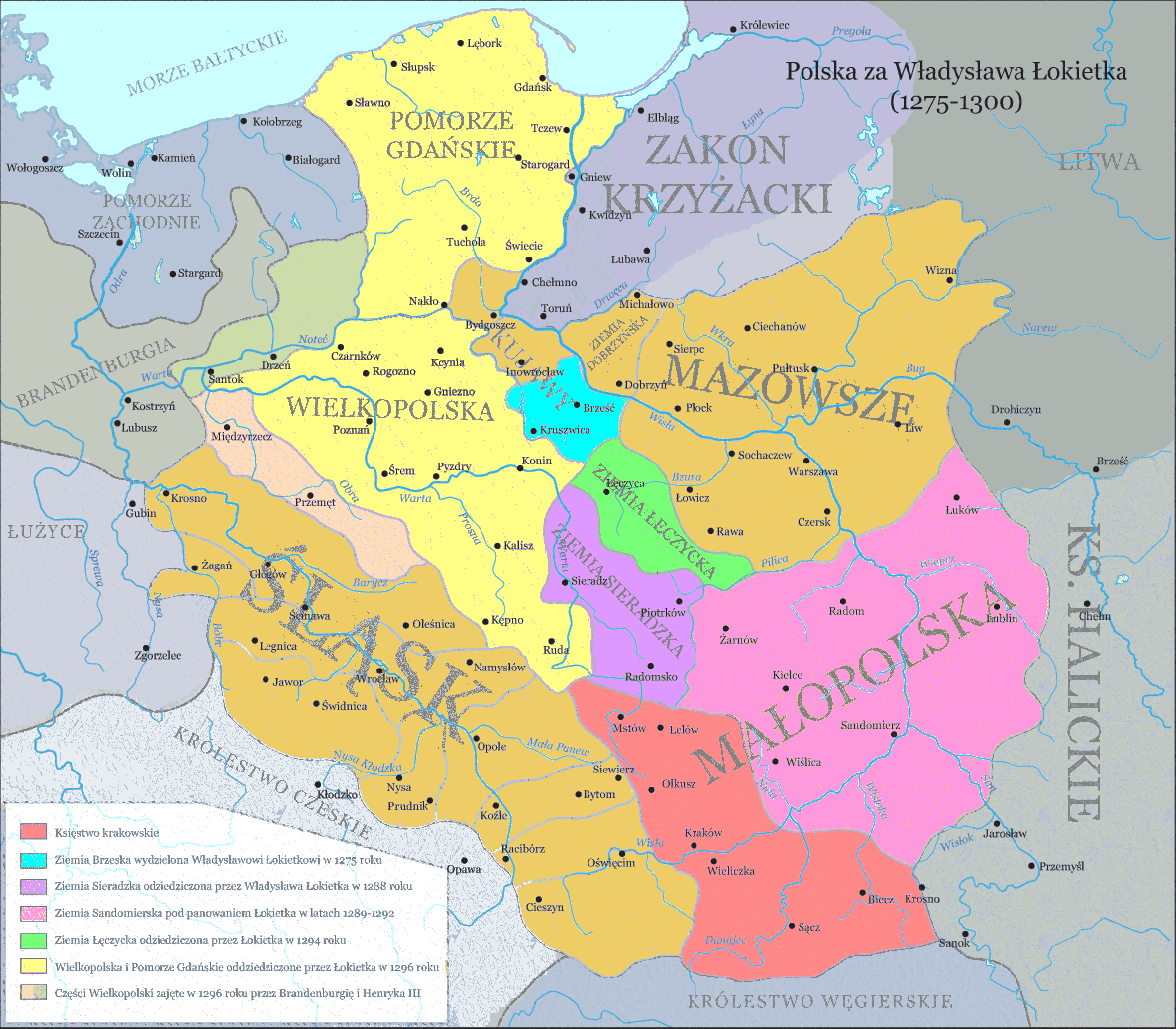
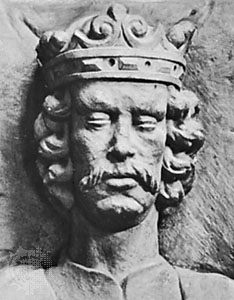
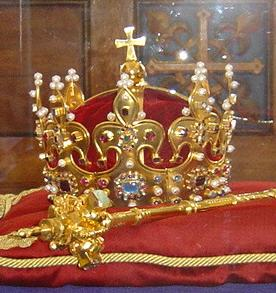
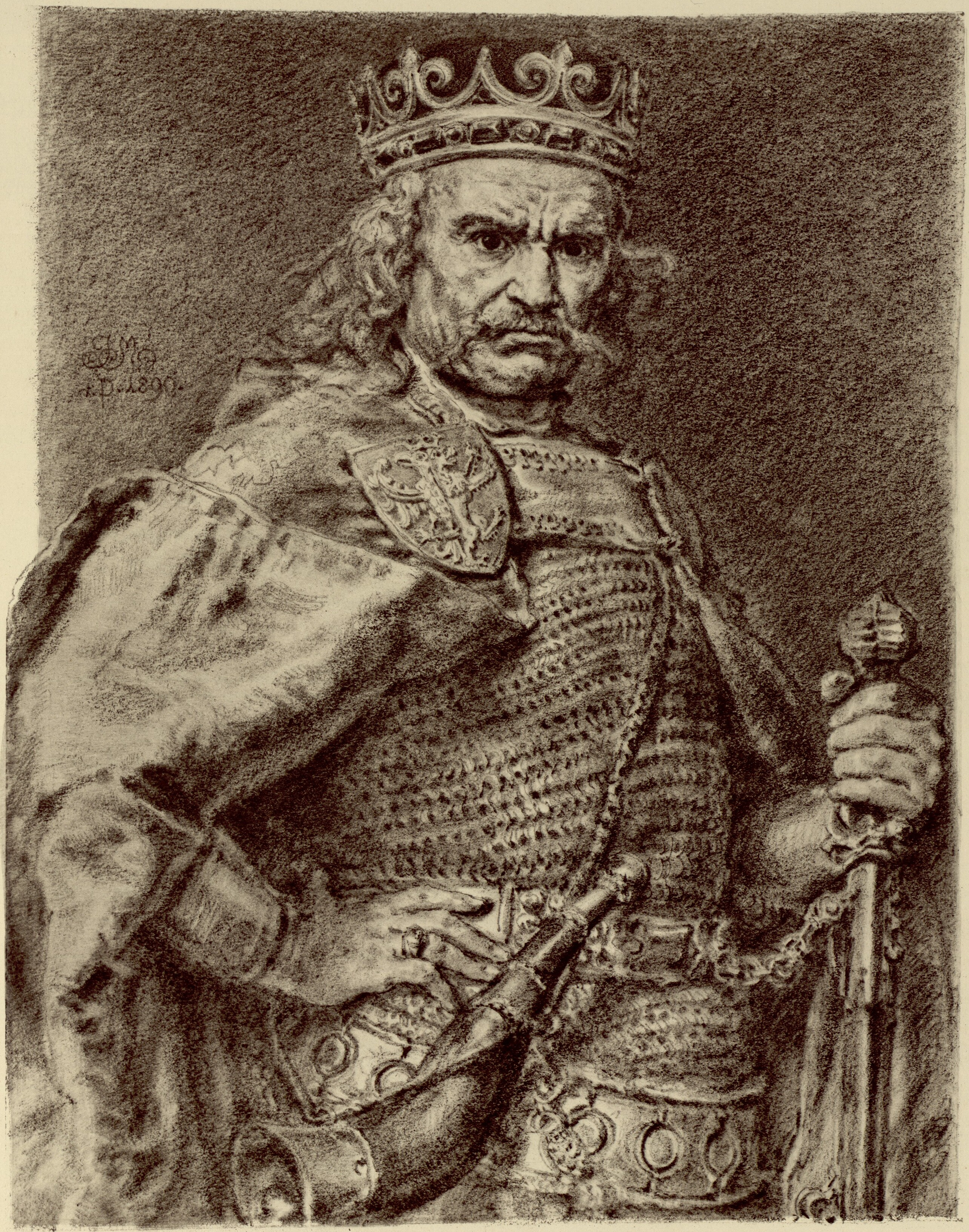